# Tiroteo de París de 2017
El tiroteo de París de 2017 ocurrió el 20 de abril de 2017, cuando tres agentes de policía fueron tiroteados por un asaltante con un fusil AK-47 en los Campos Elíseos, en París, Francia. Uno fue asesinado y otros dos, junto con otra persona, resultaron gravemente heridos. El atacante fue luego abatido a tiros por la policía. El Estado Islámico (EI) reclamó la responsabilidad. 
Desde el primer momento la policía trató el ataque como un acto de terrorismo. 
El atacante fue identificado como el francés de origen argelino Karim Cheurfi, que tenía un expediente criminal que incluye una condena de doce años de prisión por disparar a dos agentes de policía. La policía encontró una nota alabando al EI, junto con las direcciones de comisarías de policía, en su cuerpo. Debido a que el ataque tuvo lugar inmediatamente antes de la elección presidencial en el país, medios de comunicación comentaron sobre su posible influencia en el tono de la elección.

## Antecedentes
En el momento del atentado, Francia estaba en alerta máxima a raíz de los atentados de París de noviembre de 2015, y también debido a la primera ronda de la elecciones presidenciales de 2017, que se programó en tres días. Desde el año 2015, ha habido una serie de ataques terroristas islámicos contra oficiales de policía, soldados y civiles franceses, lo que resultó en la muerte de más de 230 personas. Dos hombres fueron detenidos en Marsella dos días antes del ataque, por supuestamente planear un ataque terrorista.

## Atentado
Alrededor de las 21:00 hora local, un hombre se detuvo junto a una furgoneta de la policía en un coche. El hombre salió rápidamente y comenzó a disparar a la camioneta con un fusil AK-47, que estaba estacionado en el área cerca de una tienda de Marks & Spencer. Tres oficiales fueron heridos, uno fatalmente. Los oficiales guardaban la entrada de la estación de Franklin D. Roosevelt del metro de París. El tirador entonces intentó huir de la escena a pie, disparando a otras personas mientras lo hacía, pero fue herido y muerto por otros oficiales que respondían. Una turista también resultó herida por «fragmentos generados por el tiroteo».
La avenida fue cerrada y los civiles evacuados. En las redes sociales, la policía de París advirtió a la gente que se mantuviera alejada de la zona, y dijo que había una «intervención policial en curso». Los investigadores dijeron inicialmente que el incidente pudo haber sido relacionado con un robo, pero una investigación antiterrorista fue lanzada más adelante. Una escopeta de acción de bombeo, munición extra, dos cuchillos de cocina y cizallas se encontraron en el maletero del coche del pistolero. El Estado Islámico reclamó la responsabilidad a través de su agencia de noticias, Amaq.

### Víctimas
El oficial fallecido fue identificado como Xavier Jugele, de 37 años, quien fue inmediatamente muerto por dos heridas de bala en la cabeza. Jugele fue uno de los oficiales que respondió al teatro Bataclan durante la masacre allí en noviembre de 2015, y ayudó a sobrevivientes a huir del edificio. Jugelé era miembro de la policía de París desde 2010 y era conocido como activista por los derechos de los homosexuales y miembro de FLAG, la asociación francesa de policías LGBT.
Uno de los oficiales sobrevivientes resultó gravemente herido, pero se dijo que estaba mejorando.

## Perpetrador
En el momento del atentado, el atacante ya estaba en el radar de la Dirección General de la Seguridad Interior, el servicio de seguridad nacional de Francia. Tenía un expediente criminal por robos violentos y un tiroteo en 2001, en el que disparó a dos agentes de policía cuando lo detuvieron, además de herir a uno de los oficiales después de agarrar su arma mientras estaba siendo interrogado. Fue condenado por intento de asesinato en 2005 y sentenciado a veinte años de prisión, pero la duración de su encarcelamiento se acortó más tarde a quince años. A pesar de una historia de violencia mientras estaba tras las rejas, fue puesto en libertad en octubre de 2015.
Había sido detenido en febrero de 2017 por amenazar a la policía, pero fue puesto en libertad debido a la falta de pruebas. Tampoco encontraron ninguna evidencia de radicalización, y como tal, nunca fue colocado en una lista de vigilancia terrorista. Sin embargo, fue añadido a una «lista de prevención y alerta de terrorismo y radicalización» creada tras el atentado de Charlie Hebdo, pero no fue considerado una prioridad. Su casa, situada en Chelles, al este de París, fue sometida a una búsqueda después del atentado.
A través de Amaq, el EI afirmó que el tirador era uno de sus militantes, dando su seudónimo como Abu Yusuf al-Beljiki. El comunicado sugirió que el atacante era de Bélgica. Medios de noticias comentaron que el lanzamiento del comunicado fue «inusualmente veloz». La policía francesa identificó al atacante como Karim Cheurfi, de 39 años, nacido en Livry-Gargan en 1977 y con domicilio en Chelles. Fiscales franceses dijeron que una nota alabando al EI cayó de su bolsillo después de que le dispararon, y que llevaba direcciones de comisarías. CNN informó que una fuente cercana a la investigación dijo que la policía había iniciado una investigación antiterrorista en marzo de 2017 después de enterarse de sus intentos de establecer comunicación con un combatiente del EI. AFP informó que la policía estaba al tanto de un intento de Cheurfi de comprar armas a principios de 2016, con la intención de usarlas para matar a oficiales de policía franceses como represalia por las muertes de niños en Siria.
El exabogado de Cheurfi dijo que estaba «extremadamente aislado» y tenía un «carácter psicológicamente frágil» y problemas mentales que no estaban siendo tratados. Añadió que nunca habló de religión y hablaba principalmente de «cómo llenar su vida cotidiana con videojuegos». Cheurfi había visitado Argelia algún tiempo antes del atentado, supuestamente para casarse. Esta fue una violación de su libertad condicional, tras lo cual fue entrevistado por las autoridades, aunque un juez decidió no revocar su libertad condicional.
Tras la identificación de Cheurfi, tres miembros de su familia fueron detenidos en Chelles a primera hora de la mañana del 21 de abril. Sin embargo, los investigadores creen que Cheurfi actuó solo y fue inspirado por el EI pero no era necesariamente un miembro.

### Supuesto cómplice
Tras el atentado, se emitió una orden de detención contra un segundo sospechoso que había llegado a Francia en tren desde Bélgica. Fuentes francesas luego reportaron que el hombre indicado por la policía belga en relación con el ataque más tarde se entregó a ellos con su abogado. Negó tener algún vínculo con el ataque, y afirmó que estaba trabajando el jueves por la noche en Amberes. Posteriormente fue desvinculado de cualquier vínculo con el atentado y se dijo que estaba siendo buscado en un caso de drogas.

## Reacciones

### Gobierno
El presidente de Francia François Hollande pidió una reunión de seguridad de emergencia en el Palacio del Elíseo. Divulgó más adelante una declaración que dice que la policía francesa sospechó que el atentado era un ataque terrorista.
Tras el atentado, el presidente de los Estados Unidos, Donald Trump, expresó sus condolencias al pueblo de Francia y dijo: «Tenemos que ser fuertes y tenemos que estar vigilantes». Trump expresó posteriormente en Twitter su creencia de que el ataque tendría «un gran efecto» en las elecciones presidenciales francesas.
Otros líderes mundiales, entre ellos Angela Merkel y el gobierno del Reino Unido, emitieron declaraciones en reacción al atentado.

### Elección presidencial francesa

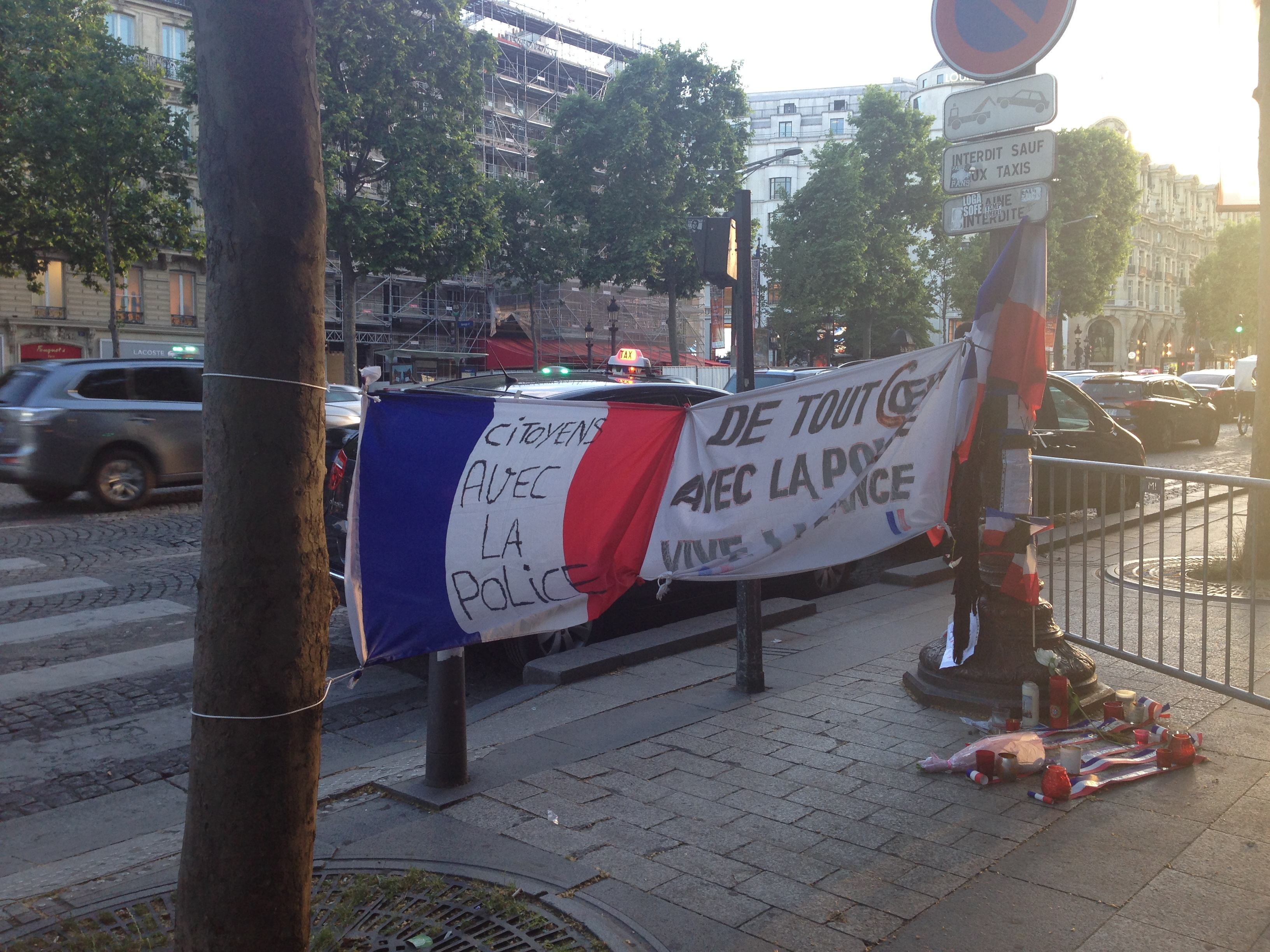
Homenaje en los Campos de Elíseos hacia las víctimas del tiroteo.

Como el ataque ocurrió tres días antes de la primera ronda de la elección presidencial francesa, tres candidatos terminaron sus eventos de campaña temprano como «una señal de respeto», con el candidato de centroderecha François Fillon instando a otros a hacer lo mismo. Esto fue criticado por otros candidatos como el candidato de la extrema izquierda Jean-Luc Mélenchon, quien dijo que la violencia no debería interferir con el proceso electoral. El ataque cambió el tono de la campaña en sus últimos días.
Como el ataque también ocurrió durante un debate televisado entre los once candidatos en la elección, surgieron temores de que los extremistas esperaban influir en el tono del debate. Con el terrorismo y las altas prioridades de seguridad para París, informes señalaron que el ataque podría servir como «munición» para candidatos de derecha como la líder del Frente Nacional, Marine Le Pen, considerada una candidata atípica debido a sus puntos de vista sobre una seguridad fronteriza más fuerte y la deportación de radicales extranjeros, así como Fillon.
Bernard Cazeneuve, el primer ministro de Francia, criticó las reacciones de Le Pen y de Fillon. Acusó a Le Pen de intentar explotar el atentado por política, y también la atacó por exigir más medidas de seguridad. Explicó que ella misma había votado anteriormente en contra de los esfuerzos gubernamentales en materia de seguridad, refiriéndose a que su partido votó en contra de una ley antiterrorista en 2014 y en contra del reforzamiento de recursos para los servicios de inteligencia franceses en 2015. También criticó el historial de Fillon como primer ministro.